# Virga Jesse (Bruckner)
Virga Jesse (Wurzel Jesse),  WAB 52, ist ein Graduale von Anton Bruckner.

## Geschichte
Der Text entstammt dem Graduale der Commune-Messe an Marienfesten. Die Motette, die am 3. September 1885 komponiert wurde, war möglicherweise für die Feierlichkeiten zum hundertjährigen Bestehen der Diözese Linz bestimmt. Doch wie die Ecce sacerdos magnus, das Bruckner komponierte  A.M.D.G. für dieses Ereignis wurde es dort nicht aufgeführt. Es wurde am 8. Dezember 1885 in der Wiener Hofmusikkapelle zum Fest der Unbefleckten Empfängnis aufgeführt.
Das Originalmanuskript wird in der Österreichischen Nationalbibliothek archiviert und es gibt Transkriptionen davon in der Wiener Hofmusikkapelle und im Stift Kremsmünster. Die Motette wurde zusammen mit drei anderen Graduales herausgegeben (Locus iste, WAB 23, Christus factus est, WAB 11, und Os justi, WAB 30), von Theodor Rättig, Wien im Jahre 1886. Die Motette ist in Band XXI/34 der Gesamtausgabe herausgegeben.

## Einstellung
Dieses 91-Takt–Graduale in e-Moll ist für gemischten Chor a cappella. Im ersten Teil des Verses Virga jesse floruit (Takte 1–20) verwendete Bruckner zweimal das Dresdner Amen auf das Wort floruit (Takte 7–9 und 17–19). Der letzte Teil (Takte 63–91) besteht wie im früheren  Inveni David WAB 19, von einem Halleluja, für das sich Bruckner vom Hallelujah des Messiah von Händel inspirieren ließ, über das er oft auf der Orgel improvisiert hatte. Die Motette endet pianissimo durch die Tenorstimme auf einer Fermate.
Max Auer hält sie für die vollendetste und großartigste a cappella Motette des Komponisten. Auch der Bruckner-Biograf Howie nennt dieses Werk „eine der schönsten Motetten Bruckners“.

## Diskografie
Die erste Aufnahme von Bruckners Vexilla regis fand 1931 statt:
- Ferdinand Habel mit dem Chor des Stephansdoms, Wien (78 rpm: Christschall 129)

Eine Auswahl aus den rund 80 Aufnahmen:
- John Alldis, John Alldis Choir: Bruckner, Messiaen, Debussy, Schönberg – LP: Argo ZRG 523, 1967
- Norbert Balatsch, Wiener Staatsopernchor: 50 Jahre Konzertvereinigung Wiener Staatsopernchor – LP: Preiser SPR3278, 1976
- Matthew Best, Corydon Singers: Bruckner: Motets – CD: Hyperion CDA66062, 1982
- Frieder Bernius, Kammerchor Stuttgart: Bruckner: Mass in E minor; Ave Maria; Christus factus est; Locus iste; Virga Jesse – CD: Sony CL SK 48037, 1991
- Joseph Pancik, Prager Kammerchor: Anton Bruckner: Motetten / Choral-Messe – CD: Orfeo C 327 951 A, 1993
- Uwe Gronostay, Nederlands kamerkoor: Bruckner/Reger – CD: Globe GLO 5160, 1995
- Peter Dijkstra, Chor des Bayerischen Rundfunks: Machet die Tore weit – CD: Oehms Classics OC 535, 2005
- Marcus Creed, SWR Sinfonieorchester und Vokalensemble Stuttgart-Rundfunk: Mass in E minor and Motets – CD: Hänssler Classic SACD 93.199, 2007
- Stephen Layton, Polyphony Choir: Bruckner: Mass in E minor and Motets – CD: Hyperion CDA 67629, 2007
- Erwin Ortner, Arnold Schoenberg Chor: Anton Bruckner: Tantum ergo – CD: ASC Edition 3, herausgegeben vom Chor, 2008
- Philipp Ahmann, MDR Rundfunkchor Leipzig: Anton Bruckner & Michael Haydn - Motets – SACD: Pentatone PTC 5186 868, 2021